# TVB Jade
TVB Jade is een televisiezender in Hongkong die uitzendt in het standaardkantonees. Het is een van de weinige zenders van TVB. De belangrijkste concurrent van deze televisiezender is de tv-zender aTV1. Er wordt bij TVB Jade in mindere mate uitgezonden in het Engels of standaardmandarijn.
Omdat het een van de weinige standaardkantoneestalige televisiezenders is, kan men de zender provinciewijd in Guangdong en in de Guangxi'se prefectuurstad Wuzhou ontvangen.